# Frédéric de Castillon
Frédéric-Adolphe-Maximilien-Gustave Salvemini de Castillon, né en 1747 à Utrecht et mort en 1814, est un théoricien de la musique.
Son père, Giovanni Francesco Salvemini, professait les mathématiques et la philosophie à Utrecht, et quitta le nom de sa famille pour celui de Castillon, de la ville de Castiglion Fibocchi, où il était né.
Membre de l’Académie de Berlin, Castillon fils a publié des Recherches sur le Beau et sur son application à la musique dans la mélodie, l’harmonie et le rythme.
Comme son père, Castillon a collaboré au Supplément à l'Encyclopédie, en fournissant près de 600 articles sur les instruments de musique, la théorie de la musique et son histoire. Il a également rédigé les extraits du Dictionnaire de la musique de Rousseau incorporés dans l'ouvrage.

## Note
1. ↑  Mémoires de l’Académie de Berlin, 1804, p. 319.
2. ↑  Kathleen Hardesty, The Supplément to the Encyclopédie, La Haye, Martinus Nijhoff, 1977, p. 133.

## Source
François-Joseph Fétis, Biographie universelle des musiciens et bibliographie générale de la musique, Paris, Firmin-Didot, t. II, 1883, p. 208.